# Kandlschlag
Kandlschlag ist eine Ortschaft in der Gemeinde Ulrichsberg im Bezirk Rohrbach in Oberösterreich.

## Geographie

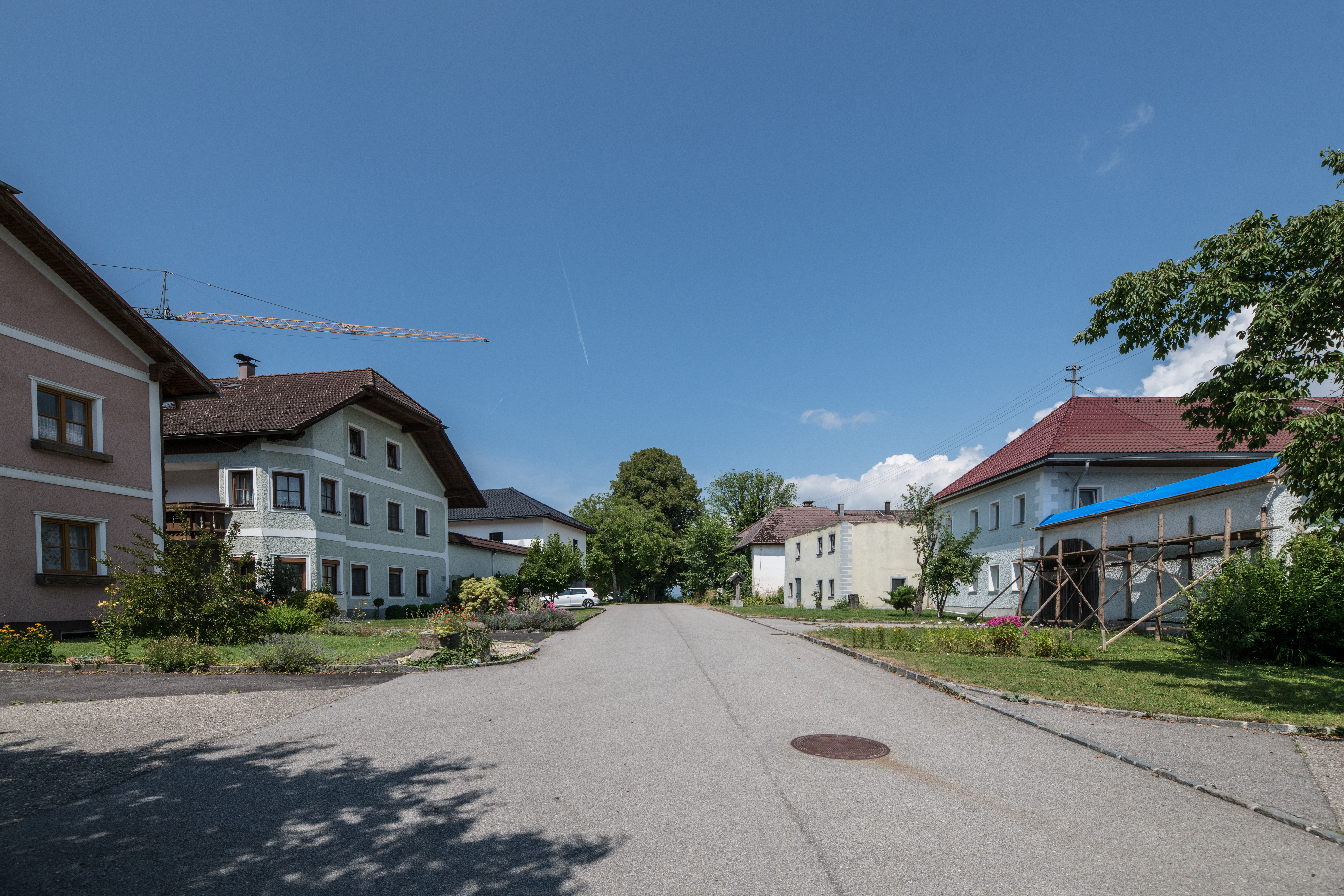
Ortszentrum von Kandlschlag

Das Dorf Kandlschlag befindet sich südlich des Gemeindehauptorts Ulrichsberg. Die Ortschaft umfasst 14 Adressen (Stand: 1. April 2020). Sie liegt in den Einzugsgebieten des Kandlschlagbachs und der Großen Mühl. Südöstlich der Siedlung erstreckt sich das rund 53 Hektar große Landschaftsschutzgebiet Kulturterrassen in Ödenkirchen. Sie ist Teil der 22.302 Hektar großen Important Bird Area Böhmerwald und Mühltal.

## Kultur und Sehenswürdigkeiten
Der 13 km lange Wanderweg Ödenkirchenerweg und der 4 km lange Wanderweg Sonniger Steig führen durch Kandlschlag. Auch die Wanderreitroute Böhmerwald – Große Mühl verläuft durch die Siedlung.